# Пасадина Хилс (Мисури)
Пасадина Хилс (енгл. Pasadena Hills) град је у америчкој савезној држави Мисури.

## Демографија
По попису из 2010. године број становника је 930, што је 217 (-18,9%) становника мање него 2000. године.
| Група             | 2000.       | 2010.       |
| Белци             | 340 (29,6%) | 261 (28,1%) |
| Афроамериканци    | 773 (67,4%) | 635 (68,3%) |
| Азијати           | 6 (0,5%)    | 9 (1,0%)    |
| Хиспаноамериканци | 10 (0,9%)   | 11 (1,2%)   |
| Укупно            | 1.147       | 930         |